# 拉脫維亞足球總會
拉脫維亞足球總會（簡稱LFF）是拉脫維亞的足球主管團體，總部設於里加，負責組織拉脫維亞各級別足球聯賽（最高級別是拉脫維亞超級足球聯賽）、拉脫維亞盃及各級別男女子拉脫維亞國家足球隊。
拉脫維亞足球總會早於1922年已加入國際足協，但其後因被蘇聯併吞而解散。1992年獨立後恢復國際足協資格，同年加入歐洲足協。

## 外部連結
- 官方网站 （拉脱维亚文）
- Latvia （页面存档备份，存于） at FIFA site
- Latvia （页面存档备份，存于） at UEFA site